# Sindangan
Sindangan là một đô thị cấp một ở tỉnhZamboanga del Norte, Philippines. Theo điều tra dân số năm 2000, đô thị này có dân số 80.133 người trong 15.651 hộ. 

## Các đơn vị hành chính
Sindangan, về mặt hành chính, được chia thành 52 khu phố (barangay).
| - Bago - Balok - Bantayan - Bato - Benigno Aquino Jr. - Binuangaen - Bitoon - Bucana - Calatunan - Caluan - Calubian - Dagohoy - Dapaon - Datagan - Datu Tangkilan - Dicoyong - Disud - Don Ricardo G Macias (Dinokot) | - Doña Josefa - Dumalogdog - Fatima - Gampis - Goleo - Imelda - Inuman - Joaquin Macias - La Concepcion - La Roche San Miguel - Labakid - Lagag - Lapero - Lawis - Magsaysay - Mandih - Maras | - Mawal - Misok - Motibot - Nato - Nipaan - Pangalalan - Piao - Poblacion - Santo Niño - Santo Rosario - Siari - Talinga - Tigbao - Tinaplan - Titik - Upper Inuman - Upper Nipaan |